# レオス・キャピタルワークス
レオス・キャピタルワークス株式会社（英語: Rheos Capital Works, Inc.）は、SBIグループ傘下の資産運用会社。社長は藤野英人。2003年設立。北尾吉孝率いるSBIホールディングスの連結子会社。
本項では、持株会社であるSBIレオスひふみ株式会社（エスビーアイレオスひふみ、英語: SBI RHEOS HIFUMI Inc.）に関しても記述する。

## 沿革
- 2003年4月 - レオス株式会社として設立
- 2003年9月 - レオス・キャピタルワークス株式会社に商号を変更
- 2009年2月 - ISホールディングスの子会社になる
- 2018年12月 - 東京証券取引所マザーズ市場へ上場予定だったが、中止[2][3]
- 2020年4月 - SBIホールディングスがISホールディングスより株式を取得し子会社化[4]。
- 2023年4月 - 東京証券取引所グロース市場へ上場[5]。
- 2024年
  - 3月28日 - 東京証券取引所グロース市場上場廃止。
  - 4月1日 - SBIレオスひふみ株式会社が、株式移転によりレオス・キャピタルワークスに代わって東京証券取引所グロース市場へ上場[1][6]。

## 概要
藤野英人により設立された独立系運用会社である。リーマンショック直後に設定した看板投資信託「ひふみ投信」は、日本の中小型株に投資し、パフォーマンスの高さから、多くの個人投資家の資金が流入したが、その後の運用資産の急増により、銘柄発掘が難しくなったこともあり、成長は鈍化、資産の流出も見られるようになった。

## 運用する投資信託

### 直販商品
- ひふみ投信
- ひふみワールド
- ひふみらいと

### 他社委託販売購入
- ひふみプラス
- ひふみワールド＋
- まるごとひふみ

### 確定拠出年金商品
- ひふみ年金

## 組織
- 運用本部
運用部
経済調査室
- 営業本部
マーケティング・広報部
ダイレクト営業部
パートナー営業部
- 管理本部
人事部
総務部
コンプライアンス部
経理財務部
トレーディング部
業務部
- 内部監査室
- 社長室

## 拠点
- New York Research Base（アメリカ合衆国ニューヨーク）

## テレビ番組
- 日経スペシャル カンブリア宮殿 間違いだらけの"日本の投資"に変革を― 成長企業を見抜くカリスマが明かす投資術！（2017年2月16日、テレビ東京）[8]